# 長崎訓子
長崎 訓子（ながさき くにこ、1970年1月20日 - ）は、日本のイラストレーター、漫画家。女子美術大学芸術学部デザイン・工芸学科ヴィジュアルデザイン専攻 特任准教授（2012年 - ）。芸術学士。

## 経歴・人物
東京都生まれ。1993年、多摩美術大学染織デザイン科を卒業する。イラストレーターの登竜門〈ザ・チョイス〉の入選などを経る。フリーのイラストレーターとしての活動を開始する。1999年、プラチナスタジオを設立する。2015年、『MARBLE RAMBLE 名作文学漫画集』が第19回文化庁メディア芸術祭マンガ部門審査委員会推薦作品に選ばれる。主に書籍の装画や挿画を手がけている。装画では、担当した『チーズはどこへ消えた?』『金持ち父さん貧乏父さん』がベストセラーになっている。他に、絵本やグッズ、映画コラムの連載も手がけている。ヒュー・ロフティングの「ドリトル先生シリーズ」や真鍋博の作品など、子どもの頃に読んでいた絵本や漫画に最も影響を受けたと述べている。イラストレーターとして大切なことは、観察力だと述べている。

## 漫画
| タイトル                       | 発行       | 出版社                 | 備考 |
| ------------------------------ | ---------- | ---------------------- | ---- |
| Ebony and Irony 短編文学漫画集 | 2012年10月 | パイインターナショナル |      |
| MARBLE RAMBLE 名作文学漫画集   | 2015年8月  | パイインターナショナル |      |

## 絵本・児童書
| タイトル                                                    | 著者                     | 発行       | 出版社                  | 備考   |
| ----------------------------------------------------------- | ------------------------ | ---------- | ----------------------- | ------ |
| じどうしゃカーくんまいごになる                              | 藤真知子                 | 1997年7月  | ポプラ社                | 絵本   |
| じどうしゃカーくんテレビにでる                              | 藤真知子                 | 1997年8月  | ポプラ社                | 絵本   |
| ゆび一本からはじめる手話3                                   | 嶋田泰子                 | 1998年4月  | ポプラ社                | 児童書 |
| きたかぜとたいよう イソップものがたり                       | イソップ                 | 2000年11月 | 学研プラス              | 絵本   |
| ルーム・ルーム                                              | コルビー・ロドースキー   | 2000年12月 | 金の星社                | 児童書 |
| みんなでうたおう 詩の本2                                    | 岸田今日子編             | 2001年3月  | 岩波書店                | 絵本   |
| フライデイズ                                                | 長崎訓子                 | 2001年10月 | バンダイ                | 絵本   |
| ベビーシッターはアヒル！？                                  | 岡田貴久子               | 2001年12月 | ポプラ社                | 児童書 |
| みんなであそぼ クーちゃんとテクテクわくわく英語1            | 角野栄子                 | 2002年6月  | ポプラ社                | 絵本   |
| なかよしはらっぱ クーちゃんとテクテクわくわく英語2          | 角野栄子                 | 2002年8月  | ポプラ社                | 絵本   |
| うみだいすき クーちゃんとテクテクわくわく英語3              | 角野栄子                 | 2002年9月  | ポプラ社                | 絵本   |
| パンパさんとコンパさんはとってもなかよし                    | 角野栄子                 | 2003年8月  | 講談社                  | 絵本   |
| リンゴちゃん おはなしボンボン2                              | 角野栄子                 | 2003年9月  | ポプラ社                | 児童書 |
| つきほし                                                    | 福田里香                 | 2003年10月 | アスコム                | 絵本   |
| パンダのポンポン                                            | 野中柊                   | 2004年4月  | 理論社                  | 児童書 |
| リンゴちゃんのおはな おはなしボンボン9                      | 角野栄子                 | 2004年5月  | ポプラ社                | 児童書 |
| おりょうり星人のはじめてのお菓子づくり                      | 福田里香                 | 2004年8月  | 文藝春秋                | 児童書 |
| 青空バーベキュー パンダのポンポン                           | 野中柊                   | 2005年4月  | 理論社                  | 児童書 |
| リンゴちゃんとのろいさん                                    | 角野栄子                 | 2005年7月  | ポプラ社                | 児童書 |
| 知らざあ言って絶景かな 子ども版 声に出して読みたい日本語10  | 齋藤孝編                 | 2005年8月  | 草思社                  | 児童書 |
| クリスマスあったかスープ パンダのポンポン                   | 野中柊                   | 2005年12月 | 理論社                  | 児童書 |
| アイスクリーム・タワー パンダのポンポン                     | 野中柊                   | 2006年7月  | 理論社                  | 児童書 |
| 角野栄子のちいさなどうわたち2                               | 角野栄子                 | 2007年3月  | ポプラ社                | 児童書 |
| リリとことばをしゃべる犬                                    | ヴァレリー・デール       | 2008年7月  | ポプラ社                | 児童書 |
| 世界一たのしい論理思考のレッスン エリカとギギの不思議な冒険 | 小野田博一               | 2008年9月  | SBクリエイティブ        | 絵本   |
| クッキー・オーケストラ パンダのポンポン                     | 野中柊                   | 2009年9月  | 理論社                  | 児童書 |
| 秘密のマシン、アクイラ                                      | アンドリュー・ノリス     | 2009年12月 | あすなろ書房            | 絵本   |
| おにんぎょうさんのおひっこし                                | 石井睦美                 | 2010年4月  | ポプラ社                | 絵本   |
| パンパカパーンふっくらパン パンダのポンポン                 | 野中柊                   | 2010年4月  | 理論社                  | 児童書 |
| ミルトンズ・シークレット 幸せになる世界一シンプルな方法     | エックハルト・トールほか | 2011年2月  | マキノ出版              | 絵本   |
| ショート・トリップ ふしぎな旅をめぐる28の物語               | 森絵都                   | 2011年8月  | 集英社 集英社みらい文庫 | 児童書 |
| サイクリング・ドーナツ パンダのポンポン                     | 野中柊                   | 2012年3月  | 理論社                  | 児童書 |
| ボクのかしこいパンツくん                                    | 乙一                     | 2012年9月  | イースト・プレス        | 絵本   |

## 装画
| タイトル                                          | 著者                   | 発行       | 出版社                       | 備考 |
| ------------------------------------------------- | ---------------------- | ---------- | ---------------------------- | ---- |
| ショート・トリップ                                | 森絵都                 | 2000年6月  | 理論社                       |      |
| 長崎訓子の刺繍本 こんな刺しゅうの本あったっけ？   |                        | 2000年8月  | 雄鶏社                       |      |
| 金持ち父さん貧乏父さん                            | ロバート・キヨサキ     | 2000年11月 | 筑摩書房                     |      |
| チーズはどこへ消えた?                             | スペンサー・ジョンソン | 2000年11月 | 扶桑社                       |      |
| 環境がわかる絵本                                  | 佐伯平二               | 2001年12月 | 山と溪谷社                   |      |
| となりのアインシュタイン                          | 福江純                 | 2004年9月  | PHPエディターズ・グループ    |      |
| 暮らしの哲学 やったら楽しい101題                  | ロジェ＝ポル・ドロワ   | 2005年2月  | ヴィレッジブックス           |      |
| スイーツオノマトペ おいしいお菓子の作り方         | 福田里香               | 2005年12月 | 筑摩書房                     |      |
| ストロベリーショート                              | 素樹文生               | 2006年2月  | KADOKAWA                     |      |
| かくれんぼみち 迷子のあなたを、みつけてください。 | 福田ゆかり             | 2006年5月  | 新風舎                       |      |
| 日々是布哇 アロハ・スピリットを伝える言葉         | D・F・サンダース       | 2006年7月  | 太田出版                     |      |
| 環境がわかる絵本                                  | 佐伯平二               | 2007年9月  | 山と溪谷社                   |      |
| 旅するアメリカ文学名作126                         | 青山南編               | 2009年7月  | エスクァイアマガジンジャパン |      |
| 日々是布哇 アロハ・スピリットを伝える言葉         | D・F・サンダース       | 2010年6月  | TAO Lab                      |      |
| 日本語を味わう名詩入門9 萩原朔太郎 室生犀星       | 萩原朔太郎ほか         | 2012年6月  | あすなろ書房                 |      |

## その他
| タイトル        | 発行      | 出版社 | 備考       |
| --------------- | --------- | ------ | ---------- |
| Daydream Nation | 2003年3月 | PARCO  | 初の作品集 |